# منفورترین زن آمریکا
منفورترین زن آمریکا (انگلیسی: The Most Hated Woman in America) یک فیلم زندگی‌نامه‌ای درام به کارگردانی تامی اوهاور و نویسندگی اوهاور و ایرنه ترنر است. در این فیلم ملیسا لیو در نقش مادلین مری اهر بازی کرده‌است. این فیلم داستان زندگی زنی را روایت می‌کند که مجله لایف از او به عنوان «منفورترین زن آمریکا» در سال ۱۹۶۴ نام برد.
این فیلم در ۱۴ مارس ۲۰۱۷ در جشنواره جنوب از جنوب غربی در شهر آستین، تگزاس به نمایش درآمد و در ۲۴ مارس همان سال توسط نتفلیکس منتشر شد.

## بازیگران
- ملیسا لیو
- پیتر فوندا
- مایکل چرنوس
- سالی کرکلند
- روری کاکرین
- جاش لوکاس
- آدام اسکات
- جونو تیمپل
- الکس فراست
- براندون مکئیل اسمیت
- وینسنت کارتیسر
- آنا کمپ

## داستان
این فیلم روایتگر بخشی از زندگی مادلین مری اهر است. اهر یک فعال ضددین بود که سازمان بی‌خدایان آمریکایی را بنیان گذاشت و از سال ۱۹۶۳ تا ۱۹۸۶، ریاست آن را بر عهده داشت. اُهر پس از آنکه در سال ۱۹۹۵ توسط یک کارمند ناراضی سازمان بی‌خدایان آمریکایی، به همراه نوه و چندتن از اعضای خانواده‌اش گروگان گرفته شد و به قتل رسید، کمی شناخته شد. او موفق شد حکم لغو تعلیمات دینی و دعا در مدارس دولتی را از دیوان عالی آمریکا دریافت کند. نطق‌های آتشین او علیه تحمیل دین به دانش‌آموزان در مدارس، نفرت بسیاری علیه او در جامعه مذهبی این کشور برانگیخت. او در سخنرانی‌ها، مناظره‌ها، و در برنامه‌های پربیننده تلویزیونی، با تندترین واژگان، به مذهب و تبلیغات مذهبی، می‌تاخت و به خاطر تندگویی علیه شخصیت‌های مذهبی و مقدسات، مورد حمله متقابل قرار می‌گرفت. اما کسی که او را به قتل رساند، نه یک مذهبی متعصب، بلکه از کارمندان سازمان خودش بود.
این فیلم نشان می‌دهد یک مادر مجرد، بدون دسترسی به منابع مالی و حقوقدانان کارکشته، موفق شد پرونده علیه مدرسه‌های بالتیمور را تا بالاترین مرجع قضائی آمریکا، پیش برده و نتیجه‌ای تاریخی بگیرد.

## فرایند تولید
تامی اوهاور نویسنده و کارگردان، فیلمنامه را دوسال بعد از نوشته شدن، برای ملیسا لیو فرستاد. لیو که اُهر را نمی‌شناخت، بعد از خواندن فیلمنامه، تلاش بسیاری را برای جلب سرمایه به راه انداخت. الیزابت بنکس بازیگر و کارگردان مشهور آمریکایی نیز در این راه به لیو کمک کرد. بعد از ۵ سال شرکت نتفلیکس برای تأمین سرمایه تولید این فیلم اعلام آمادگی کرد. کار فیلمبرداری منفورترین زن آمریکا، ۱۸ روزه پایان یافت.